# K66
K66 (K-66) – centrala telefoniczna elektromechaniczna, rejestrowa, oparta na wybierakach krzyżowych. Centrale K-66 i K-65 opracowano i produkowano w Polsce, w Zakładach Wytwórczych Urządzeń Telefonicznych w Warszawie w latach 1965–1975. Główne idee zaczerpnięto z systemu Pentaconta. Centrale tego typu stosowane były jako miejscowe – końcowe i tranzytowe.
W 2005 pracowało na terenie Polski 28 central tego typu, obsługujących 82 000 numerów.
Parametry:
- liczba abonentów: 100 – 10 000 NN.